# 33471 Ozuna
33471 Ozuna este o planetă minoră (asteroid), cu un diametru de 2,893 km, din centura de asteroizi. A fost descoperită pe 20 martie 1999 la Experimental Test Site⁠(d) de Lincoln Near-Earth Asteroid Research. 
Obiectul prezintă o orbită caracterizată de o semiaxă mare de 2,276012 UAi, o excentricitate de 0,15, o înclinație de 3,7742 ° în raport cu ecliptica.